# 朝鮮—馬來西亞關係
馬來西亞－朝鲜關係（朝鲜语：／ Chosŏn - Malleisia  Kwan'gye/Joseon - Malleisia Gwan-gye */?），指馬來西亞與朝鮮民主主義人民共和國之間的外交關係。兩國曾於2003年在雙方首都吉隆坡及平壤互設大使館。馬來西亞於2017年因金正男遇刺事件而關閉其驻朝鲜大使馆。2021年3月19日，朝鮮因不滿馬來西亞將該國公民引渡至美國而宣布與其斷交，馬來西亞隨後驅逐朝鮮大使館的外交人員。另外，馬來西亞也是少數禁止其公民前往北韓的國家之一。

## 歷史
两国于1973年6月30日正式建交。2003年，双方在对方国家首都互设大使馆。2009年，朝鲜向马来西亚开放入境签证；马来西亚成为首个朝鲜免签的国家。
1978年8月20日，四名馬來西亞籍和一名新加坡籍女子在接受一名神秘男子的邀请前往朝鲜附近海域后神秘失踪，至今未归，有观点猜测几人被朝鲜特工绑架。
1979年6月5日至6月10日，时任马来西亚副首相马哈迪·莫哈末率领代表团访问朝鲜。陪同者包括私人机构的代表、马哈迪夫人茜蒂哈斯玛、外交部、贸工部及内政部官员。马哈迪在访问期间也与朝鲜高级官员举行会谈，以讨论两国之间的双边利益问题。
2017年2月13日，朝鲜公民、時任領導人金正恩之兄金正男在马来西亚吉隆坡机场遇刺身亡，朝鲜拒不配合马来西亚官方对该事件的调查，导致两国关系开始紧张。马来西亚宣布将召回驻朝鲜大使，之后宣布停止向朝鲜公民的免签政策。3月5日，马来西亚外交部宣布将朝鲜驻马大使姜哲列为“不受欢迎人物”，并下令其在48小时内离开马来西亚。朝鮮外務省隨後亦驅逐了馬来西亚駐朝大使。3月7日，朝鲜宣布禁止在朝鲜的马来西亚公民离境。马来西亚随后也向在马的朝鲜公民实施禁止离境，引起人质外交危机。两国随后通过谈判协商，最终马来西亚同意将金正男遗体，和3名涉案朝鲜籍嫌犯；朝鲜驻马大使馆二等秘书玄光城、高丽航空职员金旭日和李智同送返回国，朝鲜也同意将滞留在当地的大马公民送返回国，两国紧张关系才告一段落。而在一系列事件发生后，大马政府在2017年停止了马来西亚驻朝鲜大使馆的运作，並同時宣佈禁止馬來西亞公民前往北韓。
2018年，马来西亚希望聯盟执政之后，新任首相马哈迪·莫哈末對於2018年朝美首脑会晤表示歡迎，並表示世界不應對金正恩懷疑並應學習他對於和平的期盼。在東京的一個記者會上， 馬哈迪希望朝美首次峰會能取得好結果，並表示馬來西亞重開朝鮮駐當地大使館，改善因金正男遇刺事件而低落的兩國關係。
2021年3月19日，朝鲜因马来西亚聯邦法院在同月9日批准将涉嫌洗钱、伪造文件，协助朝鲜进行非法运输等罪名的朝鲜公民文哲明（문철명，音译）引渡至美国，朝鲜单方面宣布与马来西亚断交。朝鮮外務省的声明指控马来西亚勾结美国并以接受美国援助换取将有关朝鲜公民引渡至美国；而马来西亚外交部则对事件表示深切遗憾，并谴责朝鲜单方面宣布断交是不友好、不具建设性，以及罔顾相互尊重精神和国际社会成员间友好关系的举措。强调引渡程序遵从法治和司法独立原则，且已命令朝鲜外事人员及其亲属在48小时内离开马来西亚，同时宣布正式关闭在2017年就停止运作的马来西亚驻平壤大使馆。

## 斷交前經濟與文化關係
朝鲜从马来西亚进口成品油、天然橡胶和棕榈油，马来西亚则从朝鲜进口钢铁制品。
2001年以来，1000多名马来西亚人造访朝鲜，朝鲜一直在与马来西亚的旅游部门合作推广馬來西亞旅游业。
2011年，马来西亚国家新闻社报道称两国会在信息领域增强合作。
2011年，朝鲜开通马来西亚直航航线，吸引更多的大马游客。2017年1月初，由于联合国安全理事会制裁措施和美国的压力，马来西亚政府决定停止允许高丽航空前往该国。
2017年，两国签署文化交流谅解备忘录。2017年，有300名朝鲜人在马来西亚砂拉越煤矿工作。

## 金正男遇刺案
2017年2月，一名朝鮮公民在吉隆坡國際機場死亡。隨後韓國媒體報道稱死者為朝鮮最高領導人金正恩的兄長金正男。馬來西亞則尚未確認死者身份。圍繞該朝鮮公民死亡事件，馬朝雙方關係陷入一定程度的緊張。